# Amalryk z Tyru
Amalryk z Tyru, także Amalryk II de Lusignan jako władca Cypru, rzadko Amalryk III de Lusignan jako władca Jerozolimy (fr. Amaury; ur. 1270/2, zm. 5 czerwca 1310 roku w Nikozji) – książę Tyru od 1290 (tytularny od 1286 do 1290 i od 1291), konstabl Cypru od 1303, regent i uzurpator Cypru oraz tym samym tytularny król Jerozolimy od 1306 aż do śmierci. Pochodził z bocznej linii (po kądzieli) dynastii z Lusignan, która władała Cyprem, Armenią, Antiochią, Trypolisem oraz kilkoma księstwami we Francji.
Był on czwartym co do starszeństwa synem (z jedenastki dzieci i szóstki synów) Hugo III Cypryjskiego i Izabeli z Ibelinu, córki Gwidona z Ibelinu – konstabla Cypru i Filipy Berlais. Miał wielu braci, m.in. brata Jana (króla Cypru i Jerozolimy 1285-6), kolejnego króla Henryka, Aimery'ego, Gwidona, a także siostrę Marię, żonę króla Aragonii i Sycylii Jakuba II Sprawiedliwego.
W 1288 roku został przez króla-brata osadzony w Akce. W 1289 uczestniczył w obronie hrabstwa Trypolisu przed Kalawunem, w którym dowodził armią rycerzy. Z Trypolisu uciekł 26 kwietnia razem z władczynią Lucią. W kwietniu 1289 został mianowany konstablem Jerozolimy. W 1290 roku jego ciotka Małgorzata osadziła go jako pana Tyru, który został jej odebrany w 1286 (formalnie odtąd był on tamtejszym władcą).
W 1291 roku podczas oblężenia Akki dowodził obroną jednej z wież. Po upadku tej ostatniej twierdzy krzyżowców Amalryk uciekł z Ziemi Świętej razem z bratem, królem cypryjskim Henrykiem II, a ich urzędy poza Cyprem stały się tylko tytularne. Jego posiadłości w Tyrze zostały poddane najeźdźcom bez walki. W 1292 lub 1293 zyskał sojusznika w Armenii dzięki poślubieniu tamtejszej księżniczki, Izabeli.
W 1300 roku sprzymierzył się z przedstawicielem mongolskiej dynastii Ilchanidów Mahmudem Ghazanem, aby odbić ziemię Świętą z rąk mameluków i przywrócić swoją władzę. Warunki atmosferyczne nie pozwoliły siłom mongolskim na pomoc Europejczykom podczas oblężenia wyspy Arwad, więc ci wycofali się z działań zbrojnych. Jeszcze w tym samym roku wyspę zajęli jednak templariusze, jednak muzułmanie zajęli ją ponownie w 1303.
W 1303 roku próbę obalenia Henryka II podjął młodszy brat obu Gwidon (1275/80-1303). Próbował on odsunąć od władzy Henryka pod pretekstem jego epilepsji i niepopularności. Jego spisek został jednak wykryty, a sprawcę skazano na śmierć. Amalryk objął po jego śmierci stanowisko konstabla Cypru.
26 kwietnia 1306 roku Amalryk podjął się kolejnej próby obalenia tracącego na popularności brata przy pomocy templariuszy. Jego przewrót się powiódł - mający niewielu zwolenników Henryk został pojmany i wywieziony najpierw do Strowolos, a w 1310 do nowego króla Małej Armenii Oszina I, szwagra Amalryka.
Panowanie Amalryka było początkowo popularne i pozwoliło na poprawę relacji z Wenecją, Genuą i zakonem szpitalników. Nie wiadomo, czy został koronowany. Jednak w 1307 roku został rozwiązany zakon templariuszy, wspierający jego rządy. Został zmuszony do aresztowania tych zakonników na swoim terenie przez papieża, co spowodowało wybuch powstania zwolenników Henryka w styczniu 1308 roku. Bunt został szybko stłumiony, ale władca został zmuszony do wygnania wielu notabli, m.in. Rupena z Montfort (tytularnego pana Bejrutu), Jana z Dampierre oraz wielu Ibelinów. W kwietniu tegoż roku dwaj przedstawicieli Ibelinów zostali wygnani do Armenii, a Jan z Dampierre został śmiertelnie raniony przez tłum po tym, gdy próbował się skomunikować z Henrykiem. Ten ostatni w styczniu 1310 trafił do Armenii.
5 czerwca 1310 roku Amalryk został zamordowany przez Szymona z Montolif. Pochowano go w gotyckiej katedrze św. Zofii (obecnie: Meczet Selimiye w Nikozji) w Nikozji. Zaraz potem jego młodszy brat Aimery ogłosił się regentem i konstablem Cypru. Jednocześnie jednak Oszin I wypuścił z niewoli Henryka II, a ten powrócił na wyspę i ponownie objął władzę, obalając Aimery'ego.

## Małżeństwo i potomstwo
W 1292 lub 1293 roku poślubił księżniczkę z Małej Armenii, Izabelę (1275/80–1323), córkę króla ormiańskiego z dynastii Hetumidów, Leona III i wdowę po Honfroyu z Montfort (obalonego w 1284 władcy Tyru). Na jej poślubienie uzyskał papieską dyspensę jeszcze w 1286. Doczekali się pięciu synów i córki:
- Hugo (zm. 1318/23), pana Crusoche;
- Henryka (zm. ok. 1321);
- Gwidona (zm. 1344), króla Armenii jako Konstantyn II od 1342;
- Jana (zm. 1343), konstabla i regenta Cylicji, którego nieślubny syn został królem Armenii jako Leon V;
- Bohémonda (zm. 1344), pana Korikus;
- Agnieszkę (Marię) (zm. po 1309), która poślubiła swego kuzyna króla ormiańskiego Leona IV.

Po śmierci Amalryka wdowa po nim i dzieci pozostały w Armenii, gdzie wyjechali w 1309. Jedynie jedna jego córka zmarła z przyczyn naturalnych, reszta jego rodziny zginęła zamordowana w różnych okolicznościach. Żona i syn Henryk zostali zamordowani przez Oszina II, regenta Armenii, który usuwał kolejnych pretendentów do tronu